# Venda Nova (Amadora)
Venda Nova ist ein Stadtteil der portugiesischen Kreisstadt Amadora. In ihm leben 8359 Einwohner (Stand 30. Juni 2011).

## Geschichte
Das Gebiet von Venda Nova gehörte ursprünglich zu Benfica. Nach dem Bau der Estrada da Circunvalação, die die neue physische Grenze des Stadtgebiets von Lissabon bildete, wurde das jenseits der Straße gelegene Venda Nova 1886 abgetrennt. Mit der Verschiebung der Stadtgrenze wurden an der Verbindungsstraße zwischen Venda Nova und Benfica die Portas de Benfica errichtet, wo ein Steuerposten Zölle für den Transport von Waren aus den benachbarten Landkreisen nach Lissabon erhob.
Am 12. Juli 1997 wurde der Stadtteil durch Abtrennung von der Freguesia Falagueira-Venda Nova zu einer eigenen Freguesia erhoben. Im Zuge der kommunalen Neuordnung Portugals wurde die Freguesia zum 29. September 2013 wieder mit Falagueira zusammengelegt.
Schutzpatronin des Ortes ist Unsere Liebe Frau von der immerwährenden Hilfe.